# 1942 en musique classique
| \| • Retour à la chronologie générale de la musique classique • \| |
| Grèce • Rome • Haut Moyen Âge • VIIIe siècle • IXe siècle • Xe siècle • XIe siècle XIIe siècle • XIIIe siècle • XIVe siècle • XVe siècle • XVIe siècle • XVIIe siècle XVIIIe siècle • XIXe siècle • XXe siècle • XXIe siècle |
| • Retour à la chronologie générale de la musique classique • |

| Années en musique classique : 1939 - 1940 - 1941 - 1942 - 1943 - 1944 - 1945    |
| Décennies en musique classique : 1910 - 1920 - 1930 - 1940 - 1950 - 1960 - 1970 |

## Événements

### Créations
- 1er janvier : le Boléro, sur une musique de Ravel et une chorégraphie de Serge Lifar, représenté à Paris.
- 22 janvier : la Symphonie no 4 de William Schuman, créée par l'Orchestre de Cleveland sous la direction d'Artur Rodziński.
- 5 mars : la Symphonie no 7 Léningrad de Chostakovitch, créée  à Kouïbychev (URSS) par l'orchestre du Théâtre Bolchoï de Moscou sous la direction de Samuel Samossoud.
- 18 mai : la Symphonie no 2 d'Arthur Honegger, créée à Paris.
- 11 juin : L'Apocalypse selon Saint Jean de Jean Françaix à Paris.
- 13 juin : Jeanne d'Arc au bûcher (version scénique) d'Arthur Honegger, créé à Zurich (version pour orchestre créée en 1938).
- août : le Quatuor pour piano et cordes de Bohuslav Martinů, créée à Lenox (Massachusetts).
- 28 octobre : Capriccio, opéra de Richard Strauss, créé au Bayerische Staatsoper de Munich.
- 3 décembre : la version révisée de Gayaneh, ballet d'Aram Khatchatourian, créée à Perm.

### Date indéterminée
- Publication de la Sonate pour clarinette et piano écrite par Leonard Bernstein en 1941-1942 et dédiée au clarinettiste David Oppenheim.
- Benjamin Britten compose A Ceremony of Carols, œuvre pour chœur d'enfants à trois voix, solistes et harpe.
- Aram Khatchatourian, compositeur arménien, présente son ballet Gayaneh, où se trouve la célèbre Danse du sabre.
- Michael Tippett compose son Quatuor à cordes no 2 en fa dièse majeur.

### Autres
- 1er janvier : concert du nouvel an de l'orchestre philharmonique de Vienne au Musikverein, dirigé par Clement Kraus.
- 8 octobre : À Vienne, premier récital de la soprano allemande Elisabeth Schwarzkopf.
- Fondation de l'Orchestre de chambre de Lausanne par  Victor Desarzens.

## Prix
- Aurèle Nicolet obtient le 1er prix de flûte du Concours international d'exécution musicale de Genève.

## Naissances

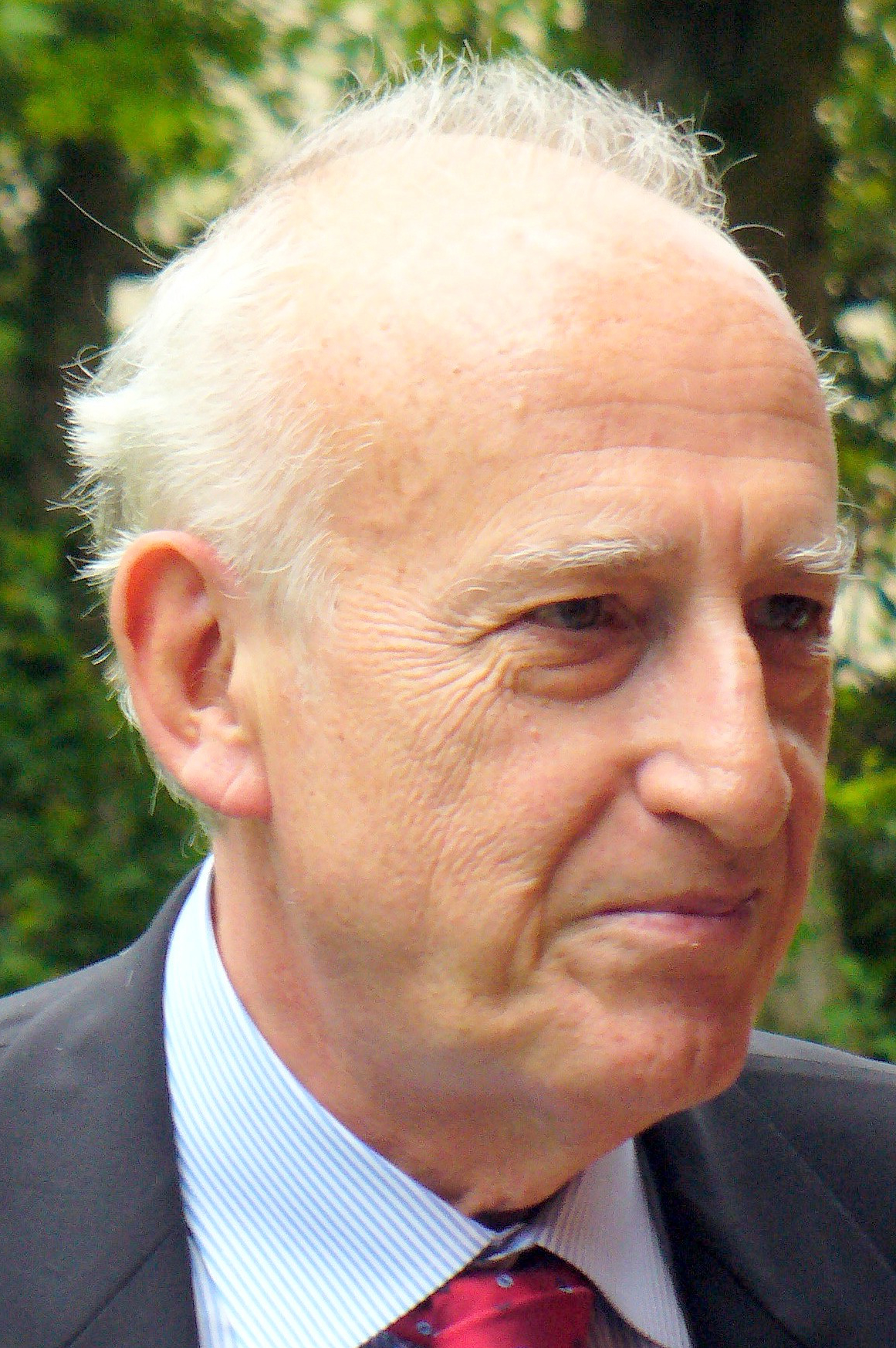
Maurizio Pollini

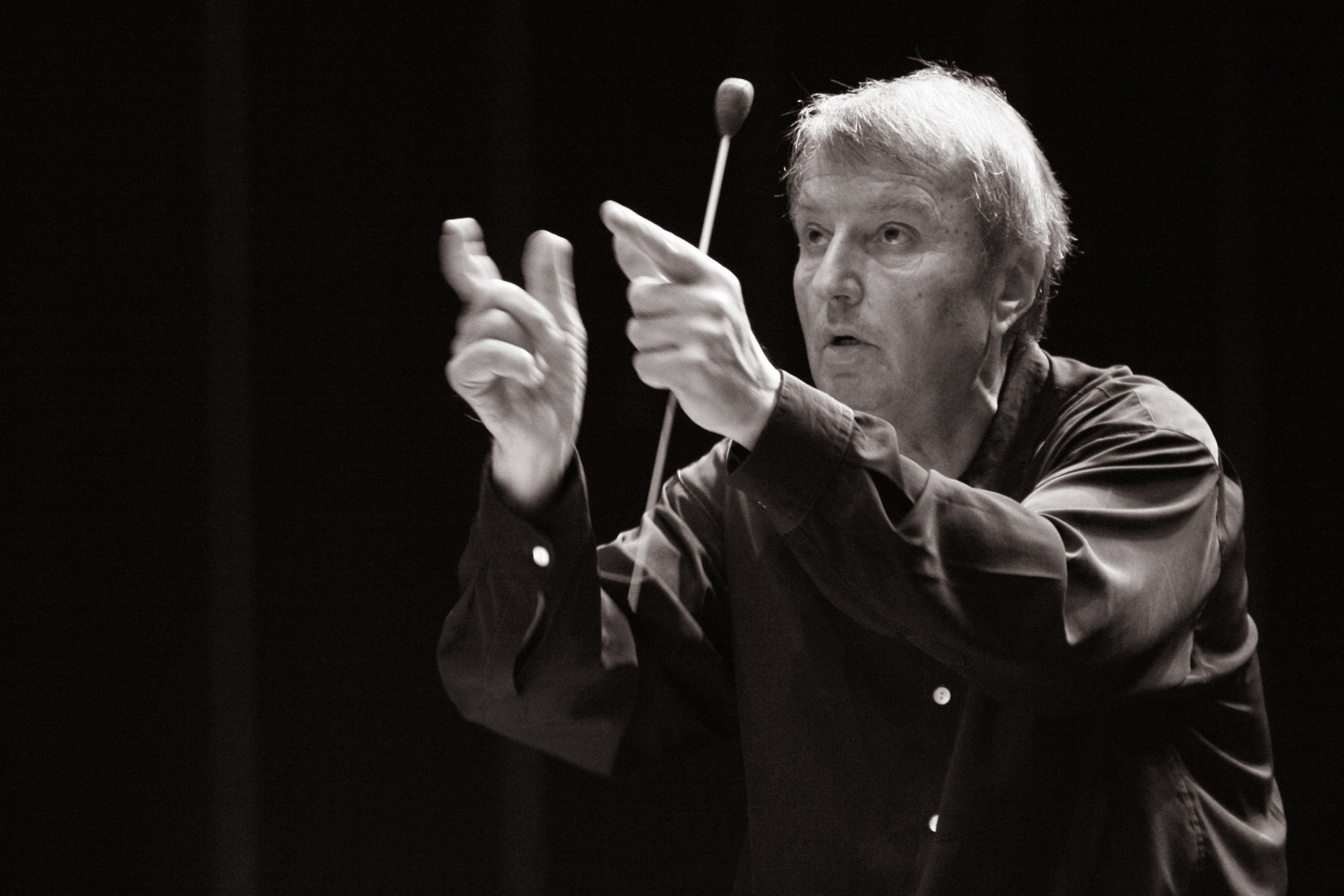
Philippe Bender

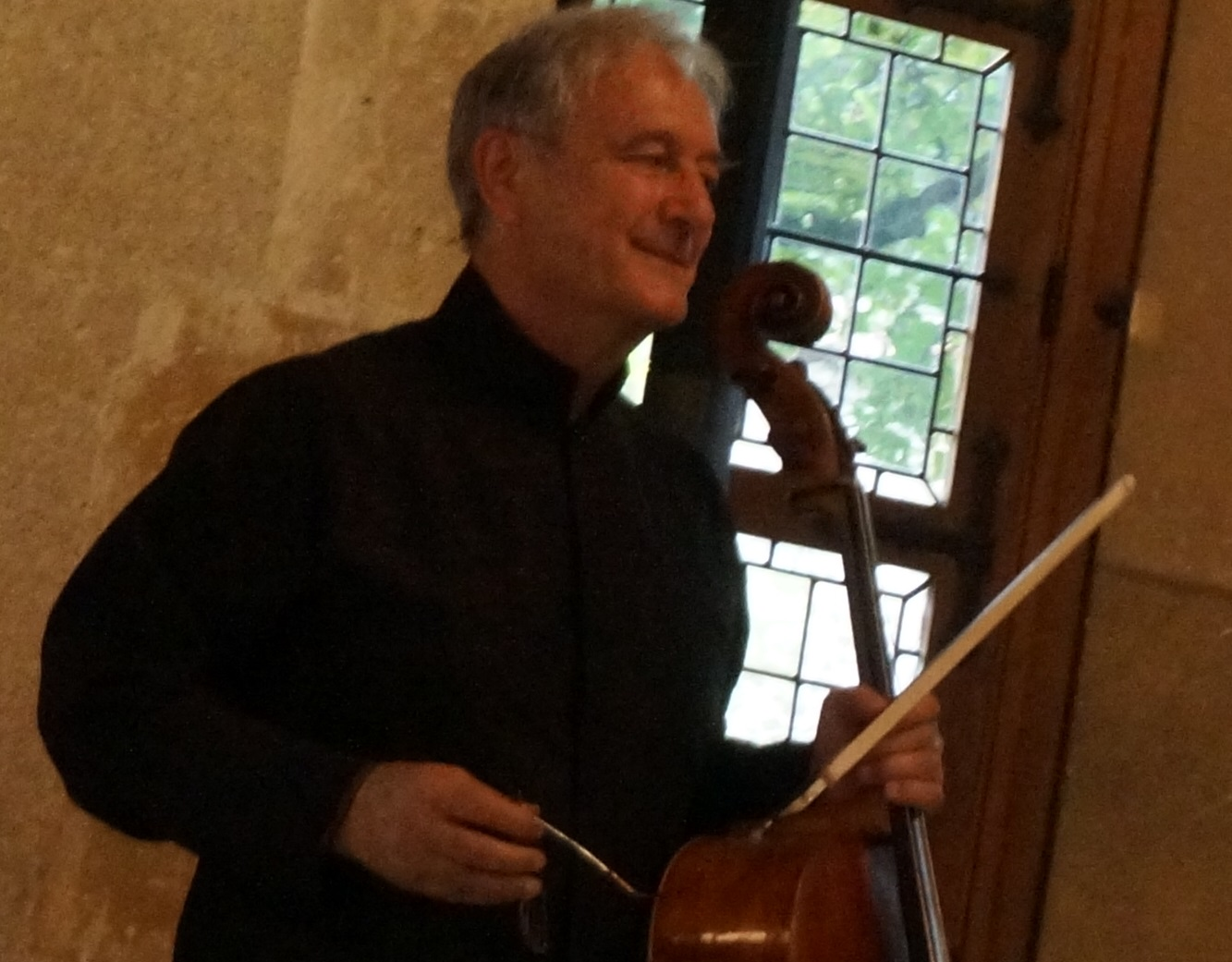
Alain Meunier

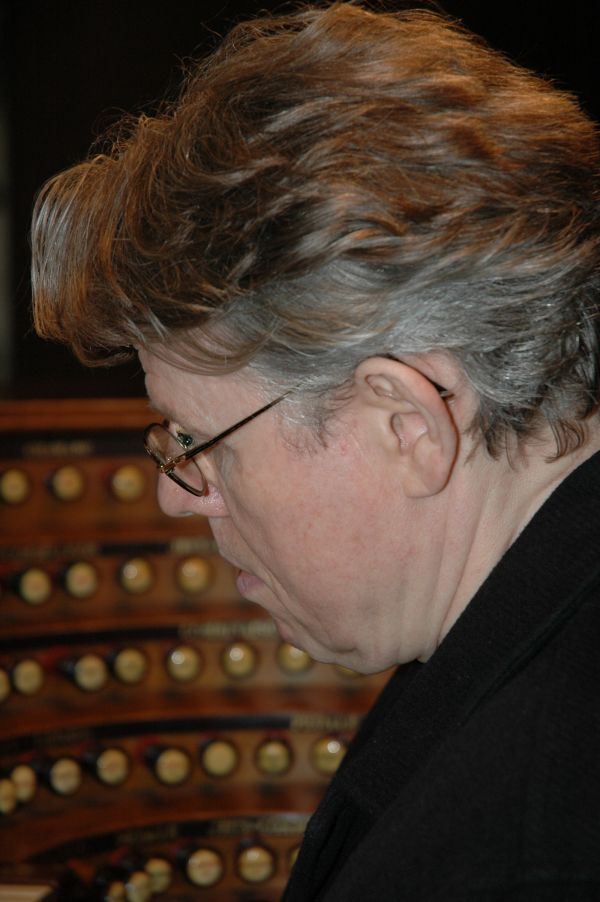
Daniel Roth

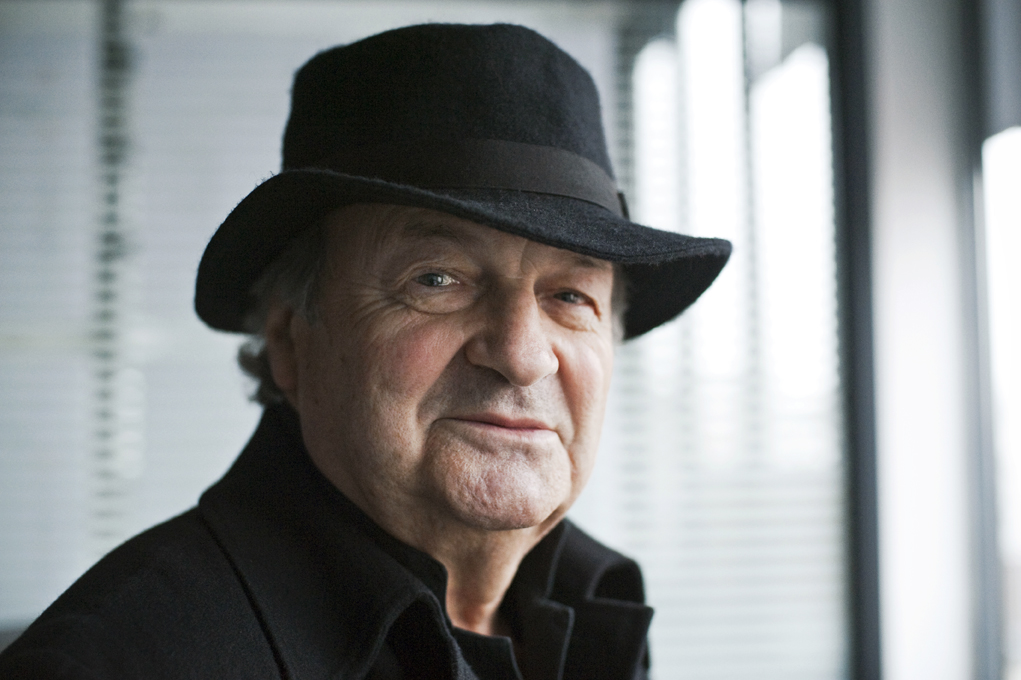
Michel Tabachnik

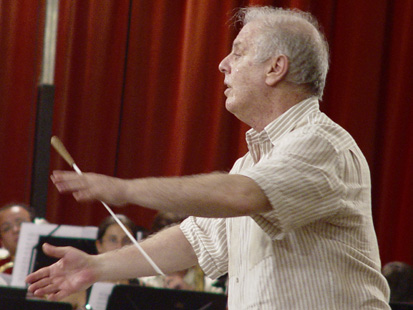
Daniel Barenboim

- 5 janvier : Maurizio Pollini, pianiste italien († 23 mars 2024).
- 7 janvier : Horațiu Rădulescu, compositeur français d'origine roumaine († 25 septembre 2008).
- 17 janvier : 
  - Ulf Grahn, compositeur suédois.
  - Ulf Hoelscher, violoniste virtuose et professeur allemand.
- 25 janvier : Art Murphy, pianiste et compositeur américain († 19 novembre 2006).
- 28 janvier : André Waignein, compositeur belge, trompettiste de formation.
- 10 février : Hirofumi Fukai, altiste japonais.
- 11 février : Rollin Smith, organiste et musicologue américain.
- 25 février : Philippe Bender, chef d'orchestre et flûtiste français.
- 27 février : Blandine Verlet, claveciniste française († 30 décembre 2018).
- 7 mars : Christopher Seaman, chef d'orchestre britannique.
- 15 mars : Montserrat Figueras, soprano espagnole († 23 novembre 2011).
- 17 mars : Hans Pizka, joueur de cor d'harmonie autrichien.
- 28 mars : 
  - Margit L. McCorkle, musicologue, éditrice, traductrice, pianiste et claveciniste américaine, auteur des catalogues thématiques des œuvres de Robert Schumann et Johannes Brahms.
  - Samuel Ramey, chanteur d'opéra américain.
- 8 avril : Maria Livia São Marcos, guitariste classique brésilienne.
- 16 avril : Leo Nucci, baryton italien.
- 20 avril : Claude Bardon, chef d'orchestre et violoniste français.
- 23 avril : Jorge Antunes, compositeur brésilien en musique électroacoustique.
- 24 avril : Michel Zbar, compositeur français.
- 25 avril : Hilary du Pré, Flûtiste britannique.
- 27 avril : Joël-Marie Fauquet, musicologue français.
- 4 mai : Enrique Bátiz, pianiste et chef d'orchestre mexicain († 30 mars 2025).
- 6 mai : Richard Stilwell, chanteur d'opéra américain.
- 10 mai : Ingram Marshall, compositeur américain († 31 mai 2022).
- 12 mai: Arto Noras, violoncelliste finlandais.
- 16 mai : Jean-Claude Pennetier, pianiste français.
- 22 mai :
  - Guy Bovet, organiste et compositeur suisse.
  - Joseph Ward, chanteur d'opéra anglais.
- 26 mai : Philip Bračanin, compositeur, musicologue et pédagogue australien.
- 28 mai : Michael Schopper, baryton-basse d'opéra allemand.
- 29 mai : Joel Cohen, musicien et luthiste américain.
- 4 juin : Raffi Armenian, chef d'orchestre québécois.
- 5 juin : Robert Fontaine, clarinettiste et pédagogue français.
- 6 juin : 
  - Michèle Foison, compositrice, cheffe d'orchestre et pédagogue française.
  - Paul Esswood, contreténor britannique.
- 18 juin : Hans Vonk, chef d'orchestre néerlandais († 29 août 2004).
- 22 juin : Alain Meunier, violoncelliste français.
- 24 juin : Katalin Kasza, soprano hongroise.
- 25 juin : Volker David Kirchner, compositeur et altiste allemand († 4 février 2020).
- 5 juillet : Matthias Bamert, compositeur et chef d'orchestre suisse.
- 8 juillet : Shigeaki Saegusa, compositeur japonais.
- 29 juillet : Bernd Weikl, baryton autrichien.
- 4 août : Reinhard Strohm, musicologue allemand.
- 6 août : Udo Reinemann, baryton allemand († 13 juillet 2013).
- 13 août : Sheila Armstrong, chanteuse lyrique soprano anglaise.
- 17 août :
  - Muslim Magomayev, baryton et chanteur populaire azerbaïdjanais († 25 octobre 2008).
  - Margarita Zimmermann, mezzosoprano née en  Argentine.
- 4 septembre : Patrice Fontanarosa, violoniste français.
- 5 septembre : Eduardo Mata, chef d'orchestre et compositeur mexicain († 4 janvier 1995).
- 12 septembre : Tomás Marco, compositeur et essayiste espagnol.
- 14 septembre : Elisso Virssaladze, pianiste soviétique puis géorgienne.
- 19 septembre : Evgueni Stankovitch, compositeur ukrainien.
- 20 septembre : Haruna Miyake, pianiste et compositrice japonaise.
- 28 septembre : Anatol Ugorski, pianiste d'origine russe († 5 septembre 2023).
- 2 octobre : Thomas Sanderling, chef d'orchestre allemand.
- 5 octobre : Nella Anfuso, soprano et musicologue italienne.
- 30 octobre : Sven-David Sandström, compositeur suédois († 10 juin 2019).
- 31 octobre : Daniel Roth, organiste, compositeur et improvisateur français.
- 10 novembre : Michel Tabachnik, chef d'orchestre et compositeur suisse.
- 13 novembre : Lothar Zagrosek, chef d'orchestre allemand.
- 14 novembre : Natalia Gutman, violoncelliste soviétique, puis russe.
- 15 novembre : Daniel Barenboim, pianiste et chef d'orchestre de nationalités argentine et israélienne.
- 21 novembre : Julia Hamari, mezzo-soprano et alto, chanteuse d'opéra et de concert hongroise.
- 26 novembre : Annick Chartreux, compositrice et pédagogue française.
- 29 novembre : Philippe Huttenlocher, baryton suisse.
- 30 novembre : Rafael Andia, guitariste français.
- 17 décembre : Victor Eresko, pianiste soviétique.

### Date indéterminée
- Jean-Paul Imbert, organiste français.
- Stefano Innocenti, organiste italien.
- Verena Keller, cantatrice allemande.
- Nikolaï Komoliatov, guitariste russe.
- Philip Spratley, compositeur et organiste britannique.
- John Tyrrell, musicologue britannique.

## Décès

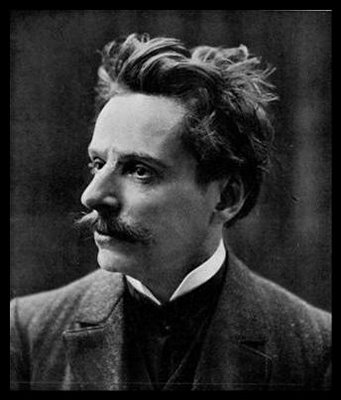
Enric Morera i Viura

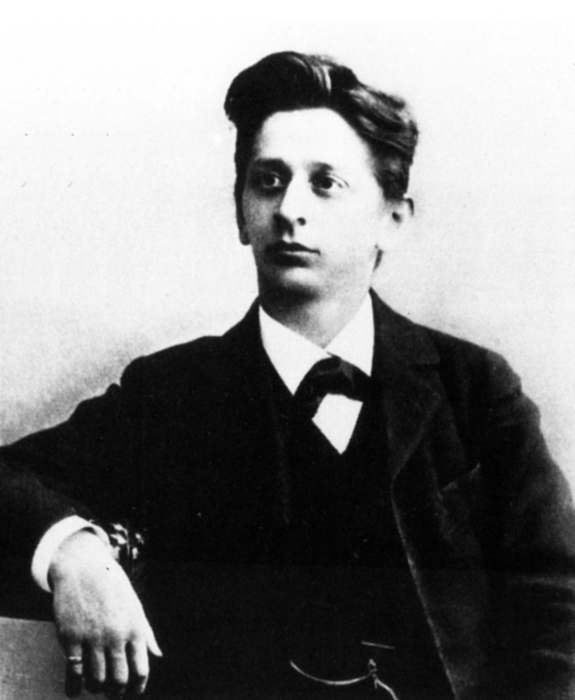
Alexander von Zemlinsky

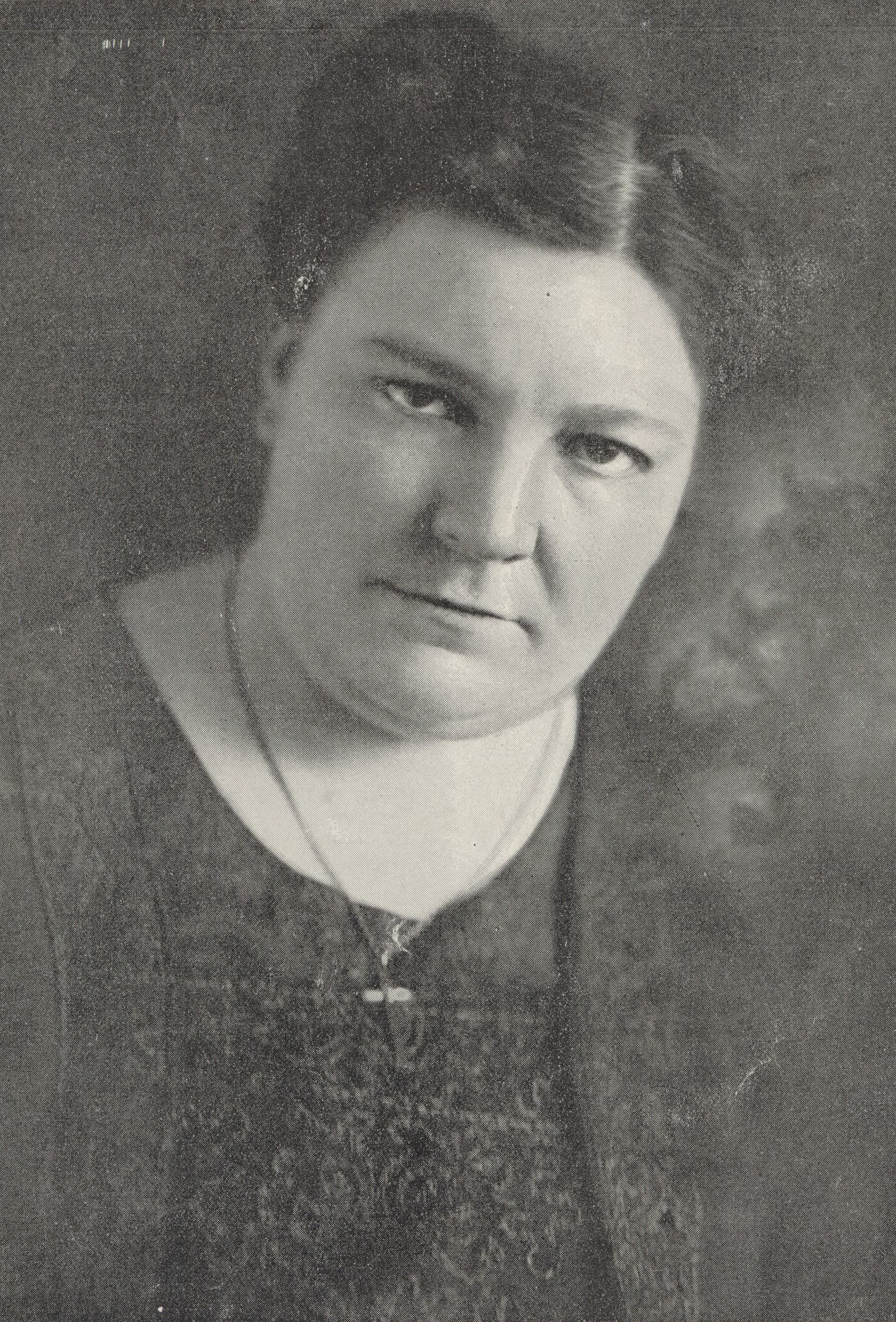
Blanche Selva

- 1er janvier : Jaroslav Ježek, compositeur, pianiste et chef d'orchestre tchécoslovaque (° 25 septembre 1906).
- 2 janvier : Henriette Gottlieb, soprano allemande (° 1er juin 1884).
- 4 janvier : Leon Jessel, compositeur allemand (° 22 janvier 1871).
- 6 janvier : Emma Calvé, mezzo-soprano française (° 15 août 1858).
- 8 janvier : Catharinus Elling, organiste et compositeur norvégien (° 13 septembre 1858).
- 10 janvier : Fernand Reine, corniste français (° 30 mai 1858).
- 11 janvier : Meyrianne Héglon, soprano belge (° 21 juin 1867).
- 15 janvier : Domenico Monleone, compositeur et chef d'orchestre italien (° 4 janvier 1875).
- 30 janvier : 
  - Karl Goepfart, compositeur et chef d'orchestre allemand (° 8 mars 1859).
  - Hélène-Frédérique de Faye-Jozin, compositrice française (° 22 février 1871).
- 5 février : Auguste Mangeot, pianiste et critique musical français (° 2 janvier 1873).
- 7 février : Paula Szalit, pianiste.
- 12 février : Emma Barnett, compositrice et pianiste britannique (° 18 juillet 1851).
- 20 février : Bernard Tokkie, chanteur d'opéra (° 13 décembre 1867).
- 25 février : Leo Ascher, compositeur autrichien d'opérettes, de chansons populaires et de musique de film (° 17 août 1880).
- 1er mars : 
  - Matveï Nikolaïevski, compositeur russe (° 28 juin 1882).
  - Yuliya Veysberg, critique musicale et compositrice russe (° 6 janvier 1880).
- 3 mars : Boris Goltz, compositeur soviétique (° 29 décembre 1913).
- 12 mars : Enric Morera i Viura, compositeur néoromantique espagnol (° 22 mai 1865).
- 15 mars : Alexander von Zemlinsky, compositeur autrichien (° 14 octobre 1871).
- 20 mars : Vassili Kalafati, compositeur russe.
- 21 mars : Albert Febvre-Longeray, compositeur, critique musical et architecte français (° 13 mai 1886).
- 3 avril : Paul Gilson, compositeur et pédagogue belge (° 15 juin 1865).
- 11 avril : Henry Prunières, musicologue français (° 24 mai 1886).
- 29 avril : Emil von Sauer, pianiste et compositeur allemand (° 8 octobre 1862).
- 7 mai : Felix Weingartner, compositeur, pianiste et chef d'orchestre suisse d’origine autrichienne (° 2 juin 1863).
- 25 mai : Emanuel Feuermann, violoncelliste autrichien (° 22 novembre 1902).
- 1er juin : 
  - Grete Forst, soprano autrichienne (° 16 août 1878).
  - Ernest Pingoud, compositeur finlandais (° 14 octobre 1887).
- 12 juin : Walter Leigh, compositeur britannique (° 22 juin 1905).
- 18 juin : Daniel Alomía Robles, compositeur et musicologue péruvien, auteur de la célèbre musique "El cóndor pasa" (° 3 janvier 1871).
- 2 juillet : William Henry Reed, violoniste anglais, professeur, compositeur, chef d'orchestre et biographe de Sir Edward Elgar (° 29 juillet 1876).
- 10 ou 11 juillet : Ernst Bachrich, pianiste, compositeur, chef d'orchestre autrichien (° 30 mai 1892).
- 4 août : Alberto Franchetti, compositeur italien (° 8 septembre 1860).
- 18 août : Erwin Schulhoff, compositeur et pianiste tchèque (° 8 juin 1894).
- 22 août : Michel Fokine, danseur et chorégraphe russe (° 5 mai 1880).
- 20 septembre : Elkan Bauer, compositeur autrichien (° 4 avril 1852).
- 12 octobre : Édouard Nanny, joueur, professeur et compositeur français de contrebasse (° 24 mars 1872).
- 15 octobre : Ferdinand Capelle, compositeur, clarinettiste et chef d'orchestre français (° 24 avril 1883).
- 20 octobre : Frederick Stock, chef d'orchestre américain (° 11 novembre 1872).
- 28 octobre : Adolphe Marty, organiste, improvisateur, compositeur et pédagogue français (° 29 septembre 1865).
- 30 octobre : Henri Sauveplane, compositeur et critique musical français (° 5 novembre 1892).
- 1er novembre : Hugo Distler, organiste et compositeur allemand (° 24 juin 1908).
- 16 novembre : Joseph Schmidt, ténor lyrique autrichien et roumain (° 4 mars 1904).
- 3 décembre :
  - Wilhelm Peterson-Berger, compositeur et journaliste suédois (° 27 février 1867).
  - Blanche Selva, pianiste et pédagogue française (° 29 janvier 1884).
- 6 décembre : Marie-Emmanuel-Augustin Savard, compositeur, chef d'orchestre et pédagogue français (° 15 mai 1861).
- 13 décembre : Eleanor Everest Freer, compositrice et philanthrope américaine (° 4 mai 1864).
- 20 décembre : Jean Gilbert, compositeur et chef d'orchestre allemand (° 11 février 1879).
- 24 décembre : Friedrich Klose, compositeur et pédagogue allemand (° 29 novembre 1862).
- 25 décembre : Louis de Serres, organiste et compositeur français (° 8 novembre 1864).

### Date indéterminée
- Luigi Amodio, clarinettiste italien (° 7 août 1902).
- Vittorio Baravalle, compositeur italien (° 1855).
- Gisella Grosz, pianiste hongroise (° 26 novembre 1875).
- Alexander Preis, écrivain russe, auteur de nombreuses pièces de théâtre et de livrets d'opéra (° 1905).
- Alekseï Tsereteli, prince géorgien et impresario d'opéra russe (° 1864).